# Pontocythere rugipustulosa
Pontocythere rugipustulosa är en kräftdjursart som först beskrevs av Edwards 1944.  Pontocythere rugipustulosa ingår i släktet Pontocythere och familjen Cushmanideidae. Inga underarter finns listade i Catalogue of Life.